# Аяния
Аяния (лат. Ajania) — род растений семейства Астровые. Включает около 30 видов многолетников, кустарничков и кустарников, произрастающих, в основном, в Азии. Растения скал и каменистых склонов.

## Ботаническое описание
Представители данного рода — многолетние травянистые растения или полукустарнички, покрытые двураздельными волосками, иногда с примесью простых. Соцветия у них плотно или рыхло щитковидные. Обертки чашевидные, листья расположены в 3-4 ряда. Цветоложе у растений данного рода голое. Пыльники тычинок на верхушке с широко ланцетными придатками. Семянки голые, неясно ребристые. Отсутствует хохолок.

## Виды
По информации базы данных The Plant List (2013), род включает 36 видов:
- Ajania abolinii Kovalevsk.
- Ajania achilleoides (Turcz.) Poljakov ex Grubov
- Ajania adenantha (Diels) Ling & Shih
- Ajania amphiseriacea (Hand.-Mazz.) C.Shih
- Ajania aureoglobosa Muldashev
- Ajania breviloba (Franch. ex Hand.-Mazz.) Y.Ling & C.Shih
- Ajania elegantula (W.W.Sm.) C.Shih
- Ajania fastigiata (C.Winkl.) Poljakov — Аяния пучковая
- Ajania fruticulosa (Ledeb.) Poljakov
- Ajania gracilis (Hook.f. & Thomson) Poljakov
- Ajania grubovii Muldashev
- Ajania khartensis (Dunn) C.Shih
- Ajania korovinii Kovalevsk.
- Ajania mutellina (Hand.-Mazz.) Muldashev
- Ajania myriantha (Franch.) Ling ex C.Shih
- Ajania nana (Krasch.) Muldashev
- Ajania nematoloba (Hand.-Mazz.) Y.Ling & C.Shih
- Ajania nubigena (Wall.) C.Shih
- Ajania oresbia (W.W.Sm.) Muldashev
- Ajania pacifica (Nakai) K.Bremer & Humphries — Аяния тихоокеанская
- Ajania pallasiana (Fisch. ex Besser) Poljakov typus[2] — Аяния Палласа
- Ajania parviflora (Gruming) Ling
- Ajania potaninii (Krasch.) Poljakov
- Ajania qiraica C.H.An & Dilixiat
- Ajania quercifolia (W.W.Sm.) Y.Ling & C.Shih
- Ajania ramosa (C.C.Chang) C.Shih
- Ajania remotipinna (Hand.-Mazz.) Y.Ling & C.Shih
- Ajania rupestris (Matsum. & Koidz.) Muldashev
- Ajania salicifolia Poljakov
- Ajania scharnhorstii (Regel & Schmalh.) Tzvelev — Аяния Шарнхорста
- Ajania shiwogiku (Kitam.) K.Bremer & Humphries
- Ajania tenuifolia Tzvelev
- Ajania tibetica (Hook.f. & Thomson) Tzvelev
- Ajania trifida (Turcz.) Tzvelev
- Ajania truncata (Hand.-Mazz.) Ling ex C.Shih
- Ajania variifolia (C.C.Chang) Tzvelev